# Anallajsi
Der Nevado Anallajsi ist ein 5.750 m hoher Stratovulkan im Hochland des südamerikanischen Anden-Staates Bolivien. Er liegt im Departamento La Paz 20 km nördlich des Sajama, des höchsten Gipfels Boliviens.
Der Zeitpunkt seines letzten Ausbruchs ist unbekannt, aber sein jüngster Lavastrom scheint aus einem Schlot an der Nordflanke des Berges geflossen zu sein. Der Vulkankegel des Anallajsi setzt sich vor allem aus Andesit- und Dacit-Gesteinen zusammen. Er erhebt sich aus einem Plateau, das vor allem aus Ignimbrit-Gestein besteht.